# E・パトリシア・ツルミ
エリザベス・パトリシア・ツルミ（Elizabeth Patricia Tsurumi、1938年 - 2016年5月3日）は、カナダの歴史家、ビクトリア大学名誉教授。女性、教育、植民地主義、植民地教育、産業婦人の歴史などに関する研究を行い、日本統治時代の台湾と朝鮮における教育比較研究の基礎を築いた。

## 来歴
1971年にハーバード大学で日本史の博士号を取得。日本植民地時代経験者にインタビューするため、台湾にてリサーチを行う。
1972年、クイーンズ大学とウェスタンオンタリオ大学での勤務ののち、ビクトリア大学の歴史学部にて教鞭を取る。
1989年、日本の産業婦人に関する論文でヒルダ・ニートビー賞 英語記事を受賞。
1990年に出版された『Factory Girls: Women in the Thread Mills of Meiji Japan』で加日本図書賞を受賞。
2016年5月3日、ホーンビー島の自宅で逝去。

## 著書
- E. Patricia Tsurumi『Japanese Colonial Education in Taiwan, 1895–1945』Harvard University Press、1977年2月5日。ISBN 0674434072。
- E. Patricia Tsurumi『Factory Girls: Women in the Thread Mills of Meiji Japan』Princeton University Press、2020年6月30日。ISBN 0691000352。